# Боасјер (Јура)
Боасјер (фр. Boissière) насеље је и општина у источној Француској у региону Франш-Конте, у департману Јура која припада префектури Лон ле Соније.
По подацима из 2011. године у општини је живело 67 становника, а густина насељености је износила 12,5 становника/km². Општина се простире на површини од 5,36 km². Налази се на средњој надморској висини од 500 метара (максималној 629 m, а минималној 370 m).

## Демографија
| 1962. | 1968. | 1975. | 1982. | 1990. | 1999. | 2011. |
| ----- | ----- | ----- | ----- | ----- | ----- | ----- |
| 56    | 74    | 52    | 49    | 44    | 52    | 67    |

График промене броја становника у току последњих година